# Ферхат Езторун
Ферхат Езторун (тур. Ferhat Öztorun, нар. 8 травня 1987, Стамбул) — турецький футболіст, захисник клубу «Тузласпор».
Виступав, зокрема, за «Галатасарай» та «Трабзонспор», а також другу збірну Туреччини.

## Клубна кар'єра
Народився 8 травня 1987 року в місті Стамбул. Вихованець футбольної школи клубу «Галатасарай». Дорослу футбольну кар'єру розпочав 2005 року в основній команді того ж клубу, в якій провів два сезони, взявши участь у 19 матчах чемпіонату. За цей час виборов титул чемпіона Туреччини, проте основним гравцем так і не став.
Протягом 2007—2009 років захищав кольори команди клубу «Манісаспор».
Своєю грою за останню команду привернув увагу представників тренерського штабу «Трабзонспора», до складу якого приєднався влітку 2009 року. Відіграв за команду з Трабзона наступні три з половиною сезони своєї ігрової кар'єри. За цей час додав до переліку своїх трофеїв титул володаря Кубка та Суперкубка Туреччини, але і в цьому клубі основним гравцем не був, зігравши за цей час лише 30 матчів у Суперлізі.
З січні 2013 року півтора сезони захищав кольори клубу «Ордуспор».
До складу клубу «Істанбул ББ» приєднався влітку 2014 року. Відтоді встиг відіграти за стамбульську команду 42 матчі в національному чемпіонаті.

## Виступи за збірні
2002 року дебютував у складі юнацької збірної Туреччини, взяв участь у 45 іграх на юнацькому рівні. У складі збірно до 17 років Ферхат був учасником юнацького Євро-2004, а у складі збірної до 19 років — юнацького Євро-2006, проте на обох турнірах турки так і не змогли вийти з групи.
Протягом 2006—2008 років залучався до складу молодіжної збірної Туреччини. На молодіжному рівні зіграв у 18 офіційних матчах.
2011 року провів один матч у складі другої збірної Туреччини проти білорусів (2:0).

## Титули і досягнення
- Чемпіон Туреччини (1):

«Галатасарай»: 2005–06
- Володар Кубка Туреччини (1):

«Трабзонспор»: 2009-10
- Володар Суперкубка Туреччини (2):

«Трабзонспор»: 2010
«Коньяспор»: 2017